# Acacia whitei
Acacia whitei é uma espécie de leguminosa do gênero Acacia, pertencente à família Fabaceae.